# Diminished reality
Diminished Reality (DR) ist eine Technologie, die darauf abzielt, bestimmte Elemente aus der Sicht des Betrachters in Echtzeit zu entfernen. Im Gegensatz zur Augmented Reality, die virtuelle Objekte hinzufügt, tauscht DR unerwünschte Bildelemente aus, um einen veränderten Gesamteindruck zu erzeugen. Diese Technologie nutzt Computer-Vision-Techniken.

## Beschreibung
Während Augmented Reality (AR) darauf abzielt, die reale Umgebung durch virtuelle Objekte zu erweitern, besteht die Technologie von Diminished Reality darin, bestimmte Elemente aus der Sicht des Betrachters zu entfernen. Dies geschieht in Echtzeit und ermöglicht es, unerwünschte Bildelemente in Live-Übertragungen oder Video-Streams zu eliminieren, ohne dass die Entfernung für den Betrachter wahrnehmbar ist.

## Technologie und Funktionsweise
Die Umsetzung von Diminished Reality basiert auf Computer-Vision-Techniken. Sie erkennen unerwünschte Objekte im Bild und ersetzen sie durch andere Bildelemente, um einen konsistenten und plausiblen Gesamteindruck zu erzeugen. Die Technologie kann auf mobilen Geräten wie Laptops oder Tablets eingesetzt werden, wobei der Benutzer die zu entfernenden Objekte im Kamerabild selektieren kann oder (falls vorhanden) eine automatische Selektierung benutzen kann.

## Anwendungsbereiche
Diminished Reality findet Anwendung in verschiedenen Bereichen:
- Architektur: Entfernung störender Elemente aus Visualisierungen von Bauprojekten.
- Medizin: Unterstützung bei chirurgischen Eingriffen durch Ausblenden von nicht relevanten Informationen.
- Unterhaltung: Verbesserung von Video- und Filmproduktionen durch das Entfernen unerwünschter Objekte.
- Bildung: Erstellung von Lehrmaterialien, bei denen bestimmte Elemente ausgeblendet werden, um den Fokus auf relevante Informationen zu lenken.

## Forschung und Entwicklung
Ein bedeutender Fortschritt war die Entwicklung des weltweit ersten echtzeitfähigen DR-Systems, das ohne Vorkenntnisse und Vorarbeiten in verschiedenen Umgebungen eingesetzt werden kann.
An der Diminished reality forschen und entwickeln u. a. die Technische Universität Ilmenau und Google (mit dem magischen Radierer).
Ziele sind unter anderem die Verbesserung der Erkennungsgenauigkeit und die Minimierung der Rechenleistung, die für die Echtzeitverarbeitung erforderlich ist.